# Menschen unter Haien
In dem Film Menschen unter Haien des Tauchpioniers Hans Hass von 1947 wird die meeresbiologische Arbeit mit Hilfe eines Schwimmtauchgerätes gezeigt. Es ist die Geburtsstunde des modernen Forschungstauchens. Daneben wird dargestellt, wie wenig gefährlich doch in Wirklichkeit Haie für den Menschen sind. Der Film zählt heute zu den bedeutendsten Beiträgen des Unterwasserfilms.

## Inhalt
Hans Hass führt die Zuschauer in diesem Film auf eine mehrmonatige Tauchexpedition durch die Ägäis. Er zeigt für die damalige Zeit sensationelle Unterwasseraufnahmen von Lippfischen, Quallen, Schwämmen, Seenelken und Rochen. Durch die lautlos dahingleitenden Taucher lassen sich die Tiere problemlos in ihrer natürlichen Umgebung beobachten und dem Zuschauer nahebringen.
Um noch brisantere Unterwasseraufnahmen zu machen, benutzt Hass ein neuartiges Atemgerät – einen umgebauten Tauchretter des Drägerwerkes. Damit verwandelt er sich förmlich in ein fischartiges Wesen und bewegt sich ohne Atemnot frei unter Wasser. Wegen des eingeatmeten reinen Sauerstoffs unter Wasser ist das allerdings nicht ohne Risiko. Es kommt auch tatsächlich zu einem Zwischenfall und Hass hat mit Sehstörungen und Bewusstlosigkeit zu kämpfen, was zeigt, dass die Benutzung des Gerätes nicht ungefährlich ist und viel Disziplin und Können voraussetzt.
Die Expedition hat weiterhin zum Ziel, die Möglichkeit der Nahrungsgewinnung aus dem Meer zu untersuchen. Dazu führt Albrecht Beckh, ein Biologe des Reichsnährstandes, Untersuchungen über das Planktonvorkommen durch.
Immer wieder wechseln die Tauchstandorte, und der Film demonstriert die wissenschaftliche Arbeit von Meeresbiologen. Neben der Unterwasserjagd auf Fische und Schildkröten ist die Begegnung mit dem Hai, der als edler Herrscher der Meere vorgestellt wird, der Höhepunkt des Films. Durch Dynamitfischer angelockt, zeigen sich Haie, Rochen und Thunfische, die Hass aus nächster Nähe unter Wasser filmen kann. Bisher noch nie gesehene Aufnahmen zeigen, wie sich die Taucher zwischen den gefürchteten Haien bewegen und sie dabei durch Anschreien oder Anschwimmen in die Flucht schlagen können. Hass belegt auch, dass, im Gegensatz zum Hai, die Muränen für den Menschen wesentlich gefährlicher sind.

## Hintergrund
Menschen unter Haien entstand zwischen Juni und Oktober 1942 anlässlich der Expedition von Hans Hass zu den Sporaden, Kykladen und nach Kreta. Anfänglich war er als zweiteiliger UFA-Kulturfilm geplant und unter der Leitung von Nicholas Kaufmann produziert worden. Neben der UFA, von der Hass Devisen erhielt, unterstützte ihn die Kriegsmarine durch die Bereitstellung eines Expeditionsschiffes mit Mannschaft, Treibstoff und Proviant. Darüber hinaus gewährte man dem Schiff Geleitschutz durch bewaffnete Boote, da zu dieser Zeit bereits eine akute Bedrohung durch alliierte Unterseeboote in der Ägäis herrschte. Für die Teilnahme an der Expedition wurden Alfred von Wurzian, Jörg Böhler und Alfons Hochhauser vom Militärdienst freigestellt.
Der Film wurde erst nach Kriegsende fertig und vor der Veröffentlichung „entnazifiziert“: Szenen, die Marinesoldaten, Kriegsschiffe und Uniformen zeigten, wurden herausgeschnitten. Kaufmann, der inzwischen Produktionsleiter bei der schweizerischen Kulturfilm-AG IRIS-Film in Zürich war, brachte ihn in der Schweiz in die Kinos. Die Uraufführung fand am 24. Juni 1947 im „Capitol“ in Zürich statt. In Österreich feierte der Film am 3. September 1948 in der Wiener Urania Premiere, 1949 in Deutschland.
Gemeinsam mit Hass’ Abenteuer im Roten Meer (1951) und den Arbeiten von Jacques-Yves Cousteau (Die schweigende Welt, 1956; Welt ohne Sonne, 1964) wird Menschen unter Haien heute zu den bedeutendsten Beiträgen des Unterwasserfilms gezählt.

## Wissenschaftliche Ergebnisse
Während der Expeditionsfahrt konnte Hans Hass nicht nur das Verhalten der Haie beobachten und filmen, sondern auch Sammlungen von dem Bewuchs unterseeischer Höhlen durchführen. Die Sammlungen übergab er zum Teil dem Zoologischen Institut der Humboldt-Universität zu Berlin sowie Ferdinand Albert Pax, dem Direktor des Zoologischen Instituts und Museums in Breslau. Über die Moostierchen schrieb er in Berlin seine Doktorarbeit im Fach Zoologie.
Neben naturwissenschaftlichen Untersuchungen war es ein besonderes Ziel der Expedition, das neue Schwimmtauchgerät praktisch zu erproben. Es sollte das Forschungstauchen revolutionieren.
Die einzigartigen Film- und Fotoaufnahmen von Hans Hass waren 2014 die Basis für ein Forschungsprojekt über das Dynamitfischen und die in griechischen Gewässern vorkommenden Haiarten.